# NGC 2109
NGC 2109 је расејано звездано јато у сазвежђу Златна риба које се налази на NGC листи објеката дубоког неба.
Деклинација објекта је - 68° 32' 52" а ректасцензија 5h 44m 23,0s. Привидна величина (магнитуда) објекта NGC 2109 износи 12,2 а фотографска магнитуда 12,6. NGC 2109 је још познат и под ознакама ESO 57-SC34.